# Biserica Notre Dame din Timișoara
Biserica Notre Dame din Timișoara se află în cartierul Iosefin din Timișoara. Edificiul a fost construit la sfârșitul secolului al XIX-lea în spiritul istorismului, prin combinarea stilului neoromanic cu două turnuri neogotice. Lăcașul deservește în prezent comunitatea catolică a bulgarilor bănățeni.

## Istoric
În anul 1864 au fost aduse la Timișoara primele șase călugărițe din Ordinul Surorilor de Notre Dame (latină Sorores Pauperes de Nostra Domina, germană Die Armen Schulschwestern Unserer Lieben Frau), ordin nou întemeiat în Bavaria.
Actualul Colegiu Național Bănățean și Liceul Teoretic „Dositei Obradovici” au fost inițial clădirile mănăstirii adiacente bisericii. În actualul Liceu „Dositei Obradovici” erau locuințele măicuțelor, în școala generală de alături erau cantina și internatul, iar clădirea Colegiului Bănățean era Școala de Fete. În 1948 toate au fost confiscate de comuniști, iar măicuțele au părăsit mănăstirea. Clădirile au fost retrocedate Episcopiei Romano-Catolice în anii 2010.
În 2016 Primăria Municipiului Timișoara a cumpărat de la Ordinul Surorilor de Notre Dame, reprezentat de Episcopia Romano-Catolică, clădirile Colegiului Național Bănățean și a Liceului Teoretic „Dositei Obradovici”.